# کایل استولک
کایل استولک (انگلیسی: Kyle Stolk؛ زادهٔ ۲۸ ژوئن ۱۹۹۶) ورزشکار ورزش شنا اهل آفریقای جنوبی است.
وی در مسابقات کشوری و بین‌المللی در مجموع برندهٔ ۱ مدال طلا و ۲ مدال نقره شده‌است.